# مطار غرب سيدني
مطار غرب سيدني هو مطار دولي قيد الإنشاء يقع في مدينة سيدني، أستراليا. بدأ بناء المرحلة الأولى من المطار في 24 سبتمبر 2018 ومن المقرر افتتاحه في ديسمبر 2026.